# Sołedar
Sołedar  (ukr. Соледар) – miasto na Ukrainie w obwodzie donieckim.
Stacja kolejowa. Miasto górnictwa soli kamiennej.

## Historia
Prawa miejskie posiada od 1965. 5 lipca 1991 r. miasto zostało przemianowane z poprzedniej nazwy Karlo-Libknechtowsk (nazwa od rewolucjonisty Karla Liebknechta) na Sołedar.
28 maja 2022 r. w wyniku rosyjskiego ataku rakietowego na miasto część terenu zakładu „Artemsil” uległa całkowitemu zniszczeniu.
10 stycznia 2023 r., w trakcie ataku Rosji na Ukrainę, Grupa Wagnera poinformowała po dniach ciężkich walk, że zdobyła miasto.

## Demografia
- 1989 – 12 305[6][10]
- 2013 – 11 708[11]
- 2018 – 11 080[12]
- 2021 – 10 692[2]